# Michael Stusch
Michael Stusch (* 4. Oktober 1966 in Winsen an der Luhe) ist ein deutscher Unternehmer und Internetpionier. Der Diplom-Ingenieur gründete mit ADTECH den ersten neutralen Adserving-Service-Provider, baute das erste Rechenzentrum in Europa für Adserving auf und bereitete damit der modernen Online-Werbung den Weg. Später begann er sich mit der Forschung und Entwicklung modularer und skalierbarer Energiespeicherlösungen auf Basis von flüssigen organischen Wasserstoffträgern (LOHC) zu beschäftigen und gründete 2010 H2-Industries SE, ein weiteres innovatives Hightech-Unternehmen.

## Leben
Michael Stusch studierte an der Fachhochschule Frankfurt Feinwerktechnik und schloss das Studium als Diplom-Ingenieur ab. In Darmstadt absolvierte er ein Wirtschaftsingenieur-Studium. Seine berufliche Laufbahn begann Anfang der 1990er-Jahre bei verschiedenen Ingenieurbüros im Energiesektor. Mitte der 1990er-Jahre baute er den ersten europaweit tätigen Online-Advertising-Vermarkter 1&1 AdLINK auf. 1997 entwickelte er das Konzept für einen neutralen Adserving-Service-Provider und gründete 1998 die ADTECH GmbH in Frankfurt, die das erste Adserving-Rechenzentrum betrieb. Das Unternehmen brachte Nachfrager und Anbieter von Werbung im Internet zusammen, sorgte für eine schnelle Auslieferung der Werbemittel und ermöglichte eine genauere Adressierung der Zielgruppen. ADTECH wurde Technologieführer in diesem Segment und ermöglichte die moderne Online-Werbung. 2007 verkaufte er das Unternehmen an AOL, einer Tochter von Time Warner Inc.
Seit 2007 forscht und entwickelt Stusch im Bereich modularer und skalierbarer Energiespeicherlösungen auf Grundlage von flüssigen organischen Wasserstoffträgern (LOHC) und meldete zu dem Verfahren mehrere Patente an. 2010 gründete er die heutige H2-Industries SE, ein internationales Energieunternehmen mit Sitz in Deutschland, das kostengünstige und sichere Energiespeicherlösungen auf LOHC-Basis in industriellem Maßstab entwickelt und vertreibt. Der LOHC-Technologie kommt, laut Unternehmensangaben, größere Bedeutung bei der Energiewende zu, da mit ihr Erneuerbare Energien grundlastfähig gemacht werden können.